# Mundulea menabeensis
Mundulea menabeensis är en ärtväxtart som beskrevs av René Viguier. Mundulea menabeensis ingår i släktet Mundulea och familjen ärtväxter. Inga underarter finns listade i Catalogue of Life.